# Robot Chicken
Robot Chicken (conocida en Hispanoamérica como Pollo Robot) es una serie animada estadounidense que usa la técnica de animación por stop motion. Fue creada por Seth Green y Matthew Senreich en 2005 y es emitida por el bloque Adult Swim en Cartoon Network. La serie parodia un sinnúmero de situaciones en las que se involucran series de televisión, actores de cine, músicos y videojuegos.
La secuencia inicial de la serie justifica su nombre, y se trata de un pollo que fue atropellado y fue resucitado y convertido en robot por un científico loco que lo obligó a ver una lista de series de televisión violentas como método de tortura (parodia a La Naranja Mecánica). El tema inicial de la serie fue realizado y compuesto por Les Claypool, vocalista y bajista de Primus. En Hispanoamérica, la serie fue estrenada en abril de 2006 dentro del mismo bloque (subtitulada). En el Reino Unido, se emite dentro del bloque Adult Swim presente en el canal de televisión Bravo. El 17 de junio de 2007, se emitió en Estados Unidos un episodio especial de doble duración dedicado a Star Wars llamado Robot Chicken: Star Wars (con motivo del 30.º aniversario del estreno de la primera película de la saga), que contó con las voces de George Lucas y Mark Hamill. Dicho episodio tuvo una secuela en 2008, el episodio "Robot Chicken: Star Wars Episode II", cual fue seguido de una secuela más llamada "Robot Chicken: Star Wars Episode III", estrenada en 2010.
Cabe destacar que en 2012 salió un especial de DC Comics llamado "Robot Chicken DC Comics Special". Dicho especial tuvo también una secuela en 2014, cual se llamó "DC Comics Special II: Villains in Paradise". Se anunció "DC Comics Special III: Magical Friendship", para a mediados de 2015, y terminó estrenándose en el 18 de octubre de 2015. También, los productores de la serie anunciaron un especial de Navidad basado en Marvel Comics, titulado "Robot Chicken Christmas Special: The X-Mas United", el cual se estrenó el 6 de diciembre de 2015. Su tercera temporada, de 20 episodios más, se emite desde el 12 de agosto de 2007 en Estados Unidos.
Cabe destacar, que en Hispanoamérica, solo fueron dobladas las primeras tres temporadas en Cartoon Network, porque Adult Swim pasó al canal I.Sat en 2008, donde ninguna nueva temporada posterior (a partir de la temporada 3) fue doblada, pero el bloque se canceló en 2010. Nuevamente, en 2015, Adult Swim, regresó en abril a I.Sat, pero todas las temporadas están subtituladas y en inglés (caso similar a Aqua Teen Hunger Force y Los hermanos Venture), incluyendo las temporadas 4 en adelante.

## Elementos clave sobre la serie
Variadas celebridades de la televisión han prestado su voz en la serie, los ejemplos más notables son los actores de las series That '70s Show, Padre de Familia y las películas de Scooby-Doo. Entre ellos destacan "Weird Al" Yankovic, Jon Heder, Ryan Seacrest, Lance Bass, Joey Fatone, Al Roker, Sarah Michelle Gellar, Michelle Trachtenberg, Mark Hamill, Phil LaMarr, Scarlett Johansson, Macaulay Culkin, Paul Levesque, Hugh Hefner, Don Knotts, Burt Reynolds, Trey Anastasio, Dom DeLuise, Rachael Leigh Cook, Hulk Hogan, Bruce Campbell, Phyllis Diller, Conan O'Brien, Breckin Meyer, Alfonso Ribeiro, Beatrice Arthur, Betty White, Amy Smart, Melissa Joan Hart, Jenna Jameson, Ginnifer Goodwin, Charlize Theron, Jon Gruden, Donald Faison, Kelly Hu y Pat Morita. La mayoría de ellos ha trabajado con Seth Green ya sea en el pasado o en otros proyectos personales.

## Personajes

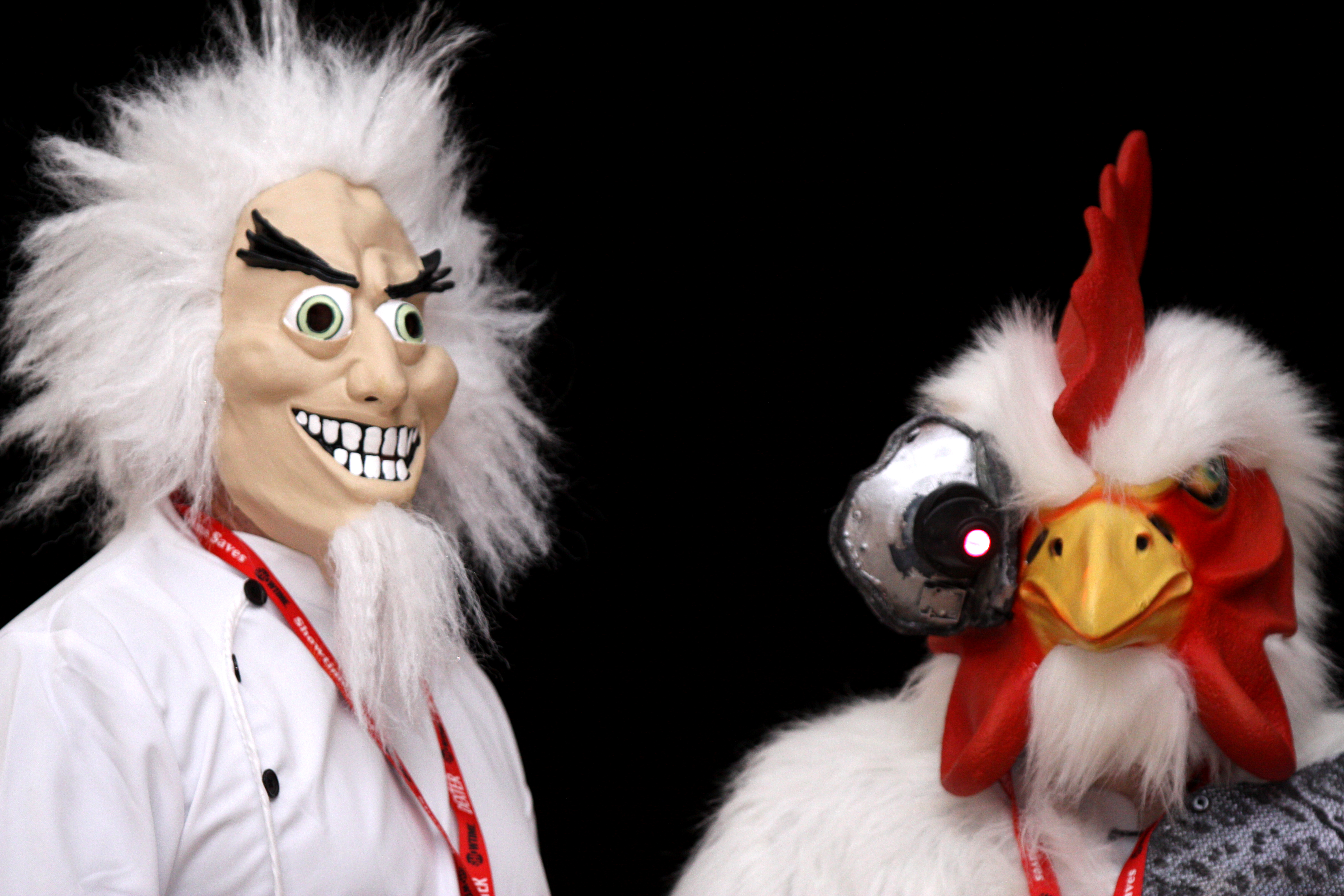
Disfraces de Fritz Hunmorder y Pollo en la Comic Con de San Diego en 2011.

### Personajes principales
- Pollo (Seth Green): El protagonista de la serie. Es un pollo de 49 años. Murió atropellado por un camión, pero Fritz Hunmorder lo resucitó convirtiéndolo en un pollo-cyborg y lo torturó viendo series de televisión, pero logró escapar. Se casó con una gallina llamada Cluckerella, pero ella rompió con él al final de la Temporada 7. En algunos casos, Pollo lleva lentes o su partes robóticas se ven más realistas, además de luchar con Aliens (parodia a Buck Chicken y los Aliens de Chicken Little de Disney). En "Fight Club Paradise" (el episodio 100, perteneciente a la Temporada 5), durante el segmento "The Rescue", Hunmorder capturó a Clukerella y la torturó haciéndola ver series de televisión violentas, pero Pollo lo mató y la rescató. Tras esto, al principio de la Temporada 6, Pollo resucitó a Fritz, convirtiéndolo en un cyborg y se vengó de él, torturándolo con ver series de TV.
- Científico Loco/Fritz Hunmorder (Les Claypool –solo en el intro–): Científico loco. Su padre fue liquidado por un pollo. Asesinó a su esposa en un experimento. Tiene un hijo. Su apellido significa "el mata pollos" en alemán. Resucitó, convirtió en un pollo-cyborg, y torturó a Pollo cuando este fue arrollado por un camión. En el segmento "The Rescue" del episodio "Fight Club Paradise" (Episodio 100), capturó a Cluckerella, la esposa de Pollo; y la torturó haciéndola ver shows de televisión, pero Pollo la rescató y lo mató, haciendo que lo aplastaran los monitores de las TVs. Más tarde, Pollo lo revivió, lo convirtió en cyborg, y lo torturó de la misma manera que él lo hizo con Clukerella y Pollo. Su única frase en el show es "¡Está vivo!", la cual dice en el intro.
- Arthur Kensington, Jr. "Gary/Nerd" (Seth Green): Nerd estereotipado. Le interesan los videojuegos, las películas, los libros, las series de TV, y las mujeres sensuales. Siempre quiere que todo sea muy cool. En "Fight Club Paradise" (episodio número 100), durante el segmento "The Rescue", cuida la guarida Fritz Hunmorder, pero luego cuando Pollo llega al último piso, se acobarda y lo deja pasar al laboratorio. En el especial "DC Comics Special II: Villains in Paradise", durante el segmento "Arkham Breakout", cuida el Manicomio Arkham y no logra reconocer a Lex Luthor disfrazado de mucama; y durante el segmento "Nerd at the Daily Planet", después de que Jimmy Olsen muere, él consigue un empleo de fotógrafo y fotografía a Superman destripando a un gorila.
- Aliens (Seth Green, Breckin Meyer, y Adam Tallbot): Alienígenas plateados. Cierran los puños y dicen ¡Maldita sea!, cuando se molestan. En el episodio 100; "Fight Club Paradise", durante el segmento "The Rescue", dos de ellos tratan de defender la guarida del Científico Loco, pero borrachos, haciendo que Pollo los asesinara brutalmente con una sierra que tenía como arma.
- Santa Compuesto (Christian Slater): Versión cyborg de Santa Claus. Cada vez que muere, dice tener una debilidad, como las temperaturas superiores 100 grados, las balas, y el agua. En el episodio "Fight Club Paradise" (el 100 de la serie), durante el segmento "The Rescue", defiende la guarida del Científico Loco (Fritz Hunmorder), pero Pollo lo noque con un bate de béisbol; en dicho episodio, él le ordena a Pollo que sea su esclavo, pero tras ser golpeado, le dice que solo los fines de semana.
- Chico del Tambor (Seth Green): Chico aficionado a los tambores. Generalmente muere a causa de ellos. En el episodio 100, "Fight Club Paradise", en el segmente "The Rescue", él toca su tambor en la torre del Científico Loco/Fritz Hunmorder, pero Pollo lo termina matando clavando las batutas en sus cachetes, pero luego aparece vivo en otros episodios y segmentos.
- Daniel/Gyro-Robo (Seth Green): Un Nerd negativo. En el episodio 100, "Fight Club Paradise", durante el segmento "The Rescue", él hace una referencia a Tony Jaa de The Protector, pero Pollo lo golpea en la entrepierna, pro lo cual él se va corriendo, dejando al Robot Pervertido a cargo de detener a Pollo.
- Robot Pervertido (sin voz): Robot pervertido. Le gusta copular con muchos aparatos y objetos. Se violó a una máquina de discos, a una televisión de pantalla plana, a una nave espacial del 2001, a una campana, a su propio brazo, al centro del Epcot, a un tablero de pinball y a una máquina tragaperras; pero le gusta mucho más copular con lavadoras (de hecho, él tenía una). En el episodio 100, "Fight Club Paradise", en el segmento "The Rescue", él se pone a bailar pelvícamente en la guarida de Fritz Hunmorder/Científico Loco, pero Pollo lo electrocuta y hace que su cabeza explote; cabe destacar que en el fondo del escenario había una lavadora.

### Personajes episódicos
- Cluckerella (sin voz): Es la esposa de Pollo. Fue capturada por el Científico Loco en "The Rescue", pero Pollo la rescató. En el episodio "Chipotle Miserables", en el segmento "Robot Chicken and Mad Scientist to the Rescue!", se revela que ella rompió su relación con Pollo.
- Hijo del Científico (Zachary Levi): Hijo de Fritz Hunmorder. En "Robot Chicken and Mad Scientist to the Rescue!", él le saca el ojo a su padre, captura en la Casa Blanca a Barack Obama, a George W. Bush, a Bill Clinton, y a George H. W. Bush, por lo cual Pollo y su padre llegan a detenerlo, él trata de atacarlos con cyborgs como un Cyborg-Venado, un Cyborg-Mapache, un Cyborg Humano, y un Cyborg Pollo, pero al final es derrotado y torturado a ver series/shows de TV.
- George W. Bush (Seth Green): Presidente de los Estados Unidos, basado en el real George W. Bush. En el episodio "Junk in the Trunk", durante el segmento "W. Loves Tacos", se revela que le gustan los tacos. Fue capturado por el Hijo de Fritz Hunmorder/Científico Loco en "Robot Chicken and Mad Scientist to the Rescue", pero luego fue liberado.
- Bitch Pudding (Katee Sackhoff): Personaje de Strawberry Shortcake. Tiene acento estadounidense del sur. En "The Rescue", peleó contra Pollo por defender la guarida del Fritz Hunmorder/Científico Loco, pero Pollo le pegó con un cartel que insultaba a su madre y logró que cayera desde muy alto y muriera al tocar el piso. En la temporada 7, hubo un episodio especial de ella, llamado "Bitch Pudding Special".
- Unicornio (George Lowe): Unicornio. En "The Rescue", trató de proteger la guarida del Científico Loco, pero Pollo le dio una paliza, le metió su cuerno por el trasero, y luego lo tiró por la ventana.
- Mo-Larr/Dr. Moe Larrstein (Michael Ian Black): Dentista. En "The Rescue", trata de defender la guarida de Científico Loco, pero Pollo lo derrota.
- Pollo Asesino (Sin voz): Pollo asesino de niños. Se peleó con un miembro del Reino de las Hormigas en el episodio "Schindler's Bucket List", específicamente en el segmento "What are Eggs". En "The Rescue", trató de defender la guarida de Fritz Hunmorder, pero Pollo lo encerró en un estante brillante.
- Mario (Matthew Lillard): Personaje de Super Mario Bros., la mascota de Nintendo. Hermano de Luigi, amigo de Toad y Yoshi, enemigo de Wario, Waluigi, Bowser; héroe de Peach y novio de Pauline. En "3 Fast 3 Furious", él participa en la carrera de Dominic Toretto. En "Halo Kong", trata de rescatar a Pauline, pero un sujeto de Halo lo asesina rompiéndole el cuello. En "Grand Theft City", él y Luigi se van a Vice City por una desviación, por lo cual se meten en muchos problemas, y la policía mata a Luigi, por lo cual Mario los asesina y luego el Ejército de Vice City lo asesina a él. En "I Keep It Know", en vez de rescatar a Pauline, se lleva un barril. En "Mario Meet Parents", conoce a los padres de Peach, pero termina destruyendo su castillo. En "The Fattest Fat Loser", él trata de adelgazar con Winnie The Pooh, Garfield el Gato, y Miss Piggy, pero termina asesinándola y comiéndosela. En "Thank You Mario!", es engañado por Toad. En "Mario Party", hace una fiesta con Luigi, pero termina perdiendo la casa por deudas.
- Sonic The Hedgehog (Seth Green): Erizo azul antropomórfico de 15 años, protagonista de Sonic The Hedgehog. Aparece en el episodio "Shoe", donde en el segmento "Stopping Sonic", muere al rodar encima de unas púas que unos policías habían dejado en Green Hill Zone.
- Dora Márquez (Laura Ortiz): Protagonista de Dora The Explorer. En el episodio "The Curius Case of the Box", ella aparece en el segmento "Dora the Disaster", donde explora una montaña. En el episodio "Hemlock, Gin and Juice", en el segmento "Dora the X-plorer", ella, ya de 15 años, celebra su quinceañera, pero termina emborrachándose, besándose en la boca con una amiga, y termina saltando desde el edificio de la fiesta, donde termina falleciendo al caer.
- Luigi (Dan Milano): Personaje de Super Mario Bros. Hermano de Mario, esposo de Daisy, amigo de Yoshi, Toad, y Peach, y enemigo de Waluigi, Wario, y Bowser. Aparece en "3 Fast 3 Furious", donde participa en la carrera de Dominic Toretto. Aparece en "Grand Theft City", donde termina con Mario en Vice City, y una vez allí, asesina a una tortuga, y es perseguido por la policía, por lo cual al agarrar un llave inglesa, lo matan. Aparece en unos dibujos (8 bits, animados, y de fanes) en "The Fattest Fat Loser". Aparece en "Mario Party", donde junto con Mario hace una fiesta en una casa lujosa, y hace que Birdo le haga sexo oral por comprar karts, sin embargo, termina perdiendo la casa y se va a vivir junto con Mario, Peach, y Baby Mario, a un departamento barato.
- Anfitrión de Bloopers (Jamie Kaler): Anfitrión de un programa de bloopers. Casi siempre se suicida con artículos para el hogar. En "Personal Bloopers", se revela que su infancia fue horrible. En "The Rescue", trata de ahorcarse en la torre del Científico Loco/Fritz Hunmorder, pero Pollo lo rescata, solo para decapitarlo con su espada. Está inspirado en Bob Saget, ya que él fue anfitrión de America's Funniest Home Videos.
- Osito Gominola (Michelle Trachtenberg): Osito de gominola. Cada vez que pisa una trampa de osos corrientes, grita de dolor. En "The Rescue", él trata de defender la torre de/del Fritz Hunmorder/Científico Loco, pero Pollo se come sus ojos y lo tira a muchas trampas de osos, y estás lo parten en pedazos.
- Kevin "Kev" McAllister (Macaulay Culkin): Protagonista de Home Alone. Aparece en el especial "Robot Chicken's DP Christmas Special", específicamente en el segmento "Home Alone Clip", donde al igual que en Home Alone, prepara trampas para Harry y Marv, pero termina provocando un incendio en su casa, y al tratar de escapar, termina dañándose con las trampas, haciendo que los paramédicos lleguen a la escena.
- Shrek (Breckin Meyer): Ogro protagonista de Shrek. En "Shrek and Fiona", él trata de decirle a Fiona que no puede casarse con ella, pero como Fiona no lo escuchó, se trata de suicidar ahorcándose con una vid, pero por su peso, esta se rompe y Shrek fracasa en su intento de suicidio.
- Hiena (Dan Milano): Hiena del Reino Animal. Aparece en el segmento "Secrets of the Animal Kingdom" del episodio "Nutcracker Sweet", donde se burla de dos venados porque se chocaron con sus astas, de un hipopótamo por hundirse en arena movediza y estar muy gordo, y del Sr. León porque necesitó que un ratón lo liberara de una trampa, por lo cual el Sr. León le dio una tremenda golpiza/paliza, por lo cual lo denunció a la policía diciendo que le pegaba a su esposa, lo cual no era cierto, pero al final, el Sr. León es arrestado y encarcelado, y la Hiena coquetea con la Sra. León, y probablemente/seguramente, tienen relaciones sexuales.
- George Walton Lucas Jr. (Él mismo): Creador de Star Wars e Indiana Jones. Aparece en el episodio "A Piece of the Action" donde en el segmento "Sci-Fi Convention War" donde se involucra en la pelea de fanes de ciencia ficción y al final se revela que sigue siendo rico. Reaparece en el segmento "George Lucas at the Convention" del episodio especial "Robot Chicken: Star Wars", donde conoce a Nerd (quien se disfraza de un Tauntaun) en un ascensor, y al salir ambos, muchos fanes empiezan a perseguir a Lucas, por lo cual Nerd lo ayuda a escapar y por eso, Lucas se lo agradece delante de todo el público, solo para que años más tarde, se lo cuente a su hijo.
- Dominic Toretto (Abraham Benrubi): Protagonista de la famosa saga The Fast and the Furious. Aparece en el segmento "3 Fast 3 Furious" del episodio "Gold Dust Gasoline", donde paga y participa en una carrera, en la cual gana un Ponch decapitado por el gancho del Batimóvil de 1960 perteneciente a Batman y Robin, pero al estar el cuerpo sin vida, Toretto se lleva la canasta de premios sin que nadie se fije.